# ワピチ
ワピチ（英: Wapiti, 学名: Cervus canadensis）は、哺乳綱偶蹄目（鯨偶蹄目とする説もあり）シカ科シカ属に分類される偶蹄類（シカ）である。本記事では北アメリカに生息する亜種群を中心に記述する。

## 呼称
別名キジリジカ、アメリカアカシカ。北アメリカではエルク（Elk）と呼ばれる。
北アメリカ以外の地域では、「エルク（elk, elg）」とはヘラジカのことを意味する。ヨーロッパのアカシカよりも大きなワピチを北アメリカで初めて見たヨーロッパ人の探検家がこれをヘラジカの一種と誤解したために北米では「エルク」という呼称が一般化した。「ワピチ（ワピティ）」とは、アメリカインディアンのショーニー族の言語で「白い尻」を意味する「ワーピティ（waapiti）」に由来する呼称である。
東北アジア地域のワピチは英語では「maral」と表記される場合も見られるが、「maral」とは主に東欧から中東にかけて生息するアカシカを指す単語であるので注意が必要であり、たとえば C. elaphus ssp.maral はトルコ・イランに生息するアカシカの亜種である。

## 分布
アメリカ合衆国、カナダ、中国、北朝鮮、カザフスタン、キルギス、ブータン、モンゴル、ロシア。メキシコでは絶滅。イタリアに移入。

## 概要
シカの現生種ではヘラジカについで2番目に体が大きい種である。雄は雌よりも1.2倍ほど大きい。亜種ルーズベルトエルク（C. canadensis roosevelti）では、雄は平均で、体重315キログラム程度、肩高1.5メートル、全長2.4メートル程度である（雌は順に225キログラム・1.3メートル・2メートル程度）。特に大型の雄は肩高1.7メートル、全長3メートル、体重600キログラムに達することもある。この体躯は捕食者に対する防衛手段にもなり、健康な成熟雄はヒグマに捕食されることは無く、襲ってきたヒグマの成獣を殺すこともある。
東北アジア地域の生息地では、体が最も大きい陸生動物の一つである。既知のシカの中では、遺伝的に最もニホンジカに近い。
雄のみが滑らかな角（つの）を持ち、大きなものは180センチメートルにのぼり、一年ごとに生え変わる。角は毎年春に伸び始め、冬の終わりに抜け落ちる。雄雌は普段は別々に行動するが、繁殖期になると雄一頭に対して複数の雌が集まり、群れを形成する。
他のシカと同様に草や樹木の葉・樹皮を食べる草食動物である。増え過ぎた場合、地域の植生を破壊し、環境問題を引き起こす原因になる。また、ニュージーランドやアルゼンチンには人為的に導入されており、一部では外来種として他の生物に圧力をかけるものとして問題視されている。
捕食圧が少なければ自然状態で15年ほど生きる。平均的な寿命は10-13年ほどであり、飼育下では20年ほど生きると考えられている。北アメリカでは、ヒト以外に、オオカミ、ピューマが成獣の天敵であり、ヒグマもときおり本種を捕食する（本種の成熟雄への狩りをヒグマが成功した事例は存在せず、弱った雄でもヒグマに抵抗でき、ヒグマが逆に命を落とす場合もあるとされる）ほか、コヨーテとオオヤマネコが幼獣を捕食する。アジアでの主な天敵はオオカミ、ドール、ヒグマ、トラ、ヒョウ、ユキヒョウであり、オオヤマネコとイノシシも幼獣を捕食する。

## 特徴
形態的・生理的な特徴は次のとおりである。
ワピチ全般

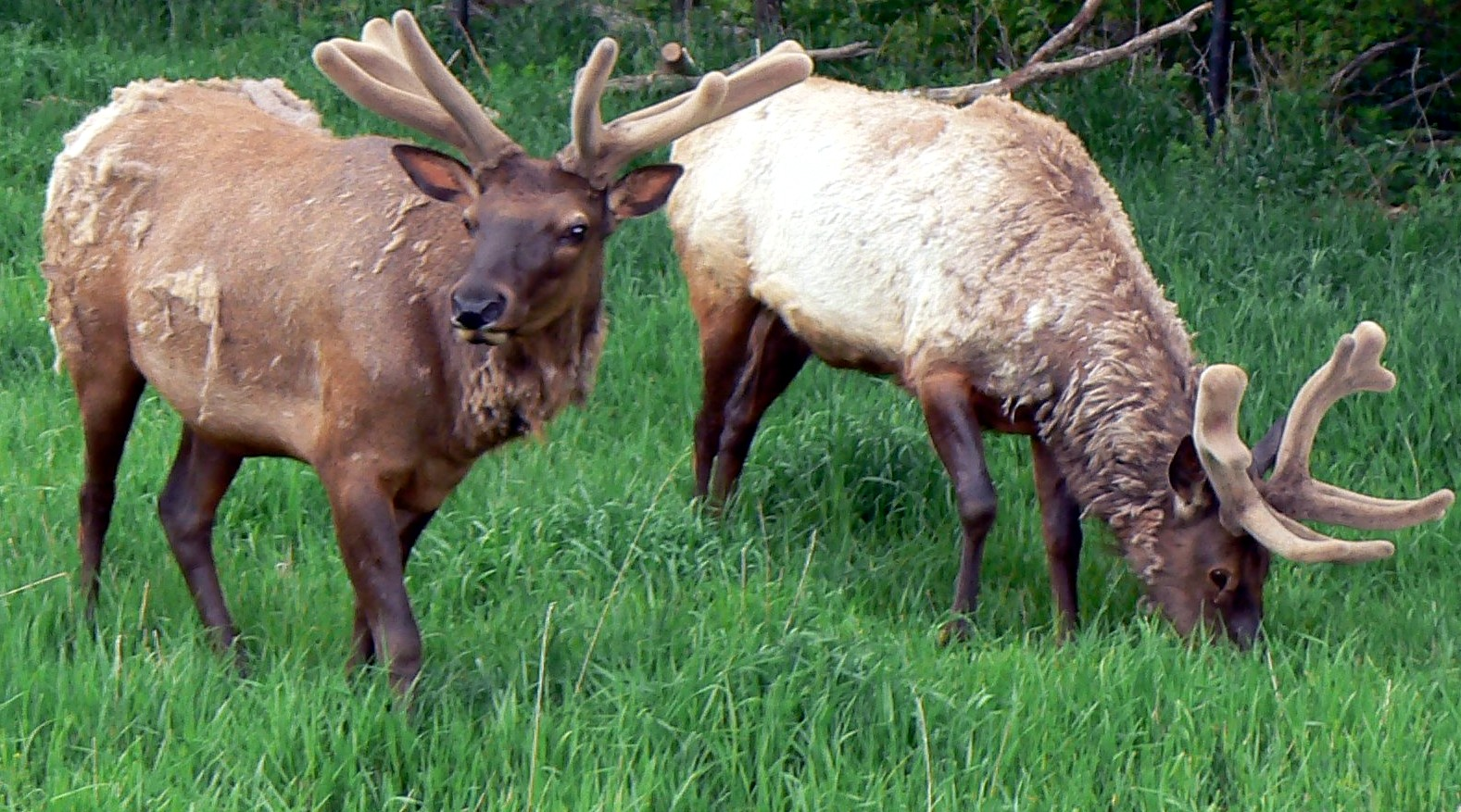
早春の雄。角が伸び始め、冬毛が抜け落ちる途中。

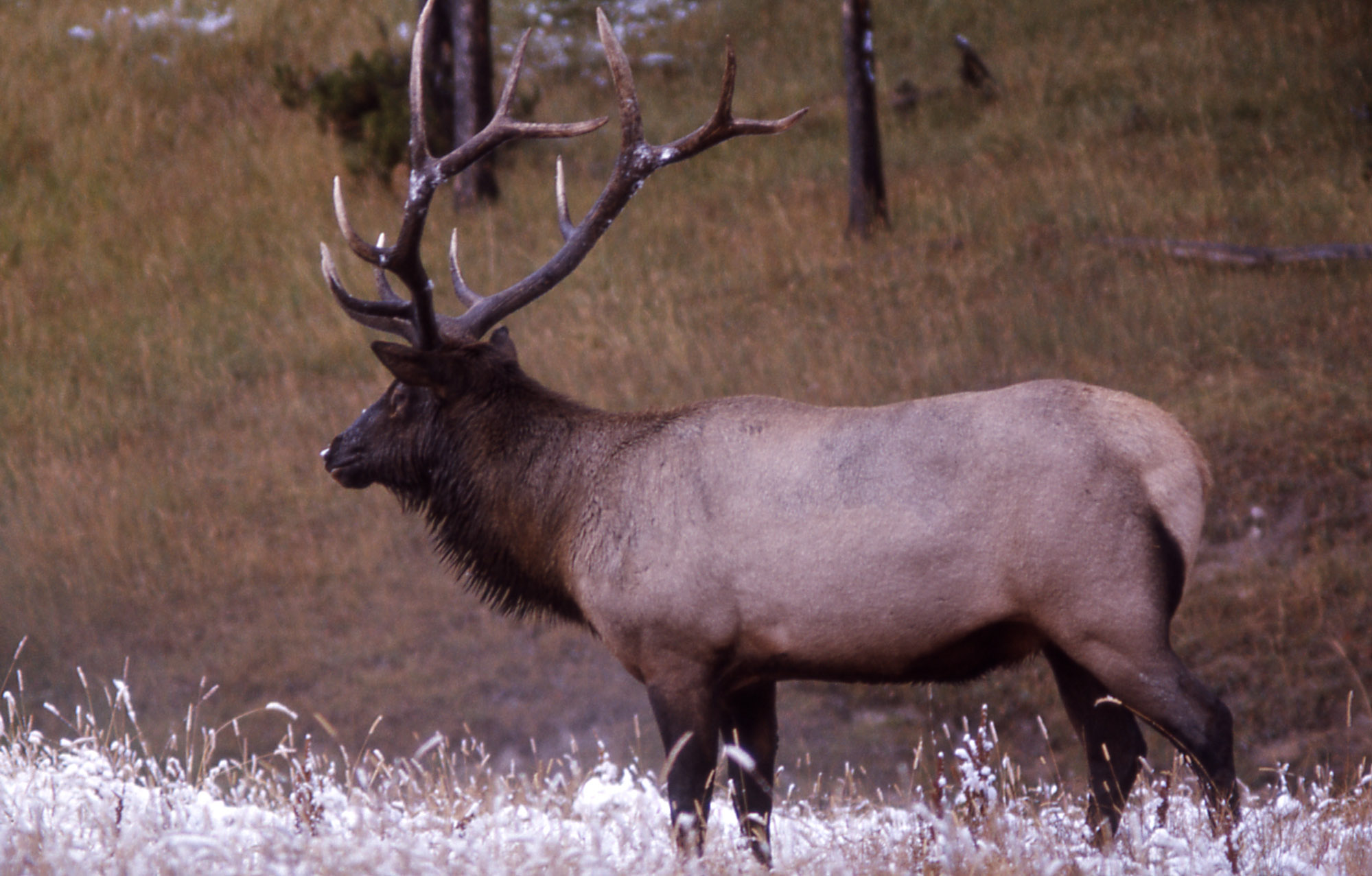
冬毛の雄

- ウシ目ウシ亜目（偶蹄目反芻亜目）の共通の特徴として、蹄（ひづめ）は2つに割れ、食べた餌は反芻される。[要検証 – ノート]
- 春から秋には主に草を餌とし、冬は樹木の木皮と小枝も食べる。[要検証 – ノート]
- シカ科の共通特徴として、雄のみが毎年生え変わる角を持つ。毎年春に伸び始め、秋には最大となり冬の終わりに抜け落ちる。この角の成長と脱落は男性ホルモン・テストステロンにより制御されている。角（枝角）は中心に骨があり、伸びている期間はベルベットと呼ばれる層で保護されている。角には分岐ができるが、年齢によって分岐数が異なる[要検証 – ノート]。

アメリカ産亜種
- 毛色は、背筋や尻・尾あたりの色が薄い（黄色・黄白色）。胴体の毛色は夏場は濃い黄褐色、冬場は薄い黄白色になる。頭部・脚部は胴よりも濃い色であることもある[6]。雌雄とも冬毛になるときには、首に色が濃い「たてがみ」が生える。この「たてがみ」は、東北アジア亜種の雌には生えないことがある。冬毛が抜けるときには、木などに体をこすり付けて払い落とす行動をとることもある。
- 角は一日あたり2.5cm程度伸び、最終的には二本合わせて長さ1.2メートル・重さ18キログラム程度に達する。成獣の枝角は6つまたはそれ以上の分岐を持ち、更に2次的な分岐をする[14]。

## 生息地

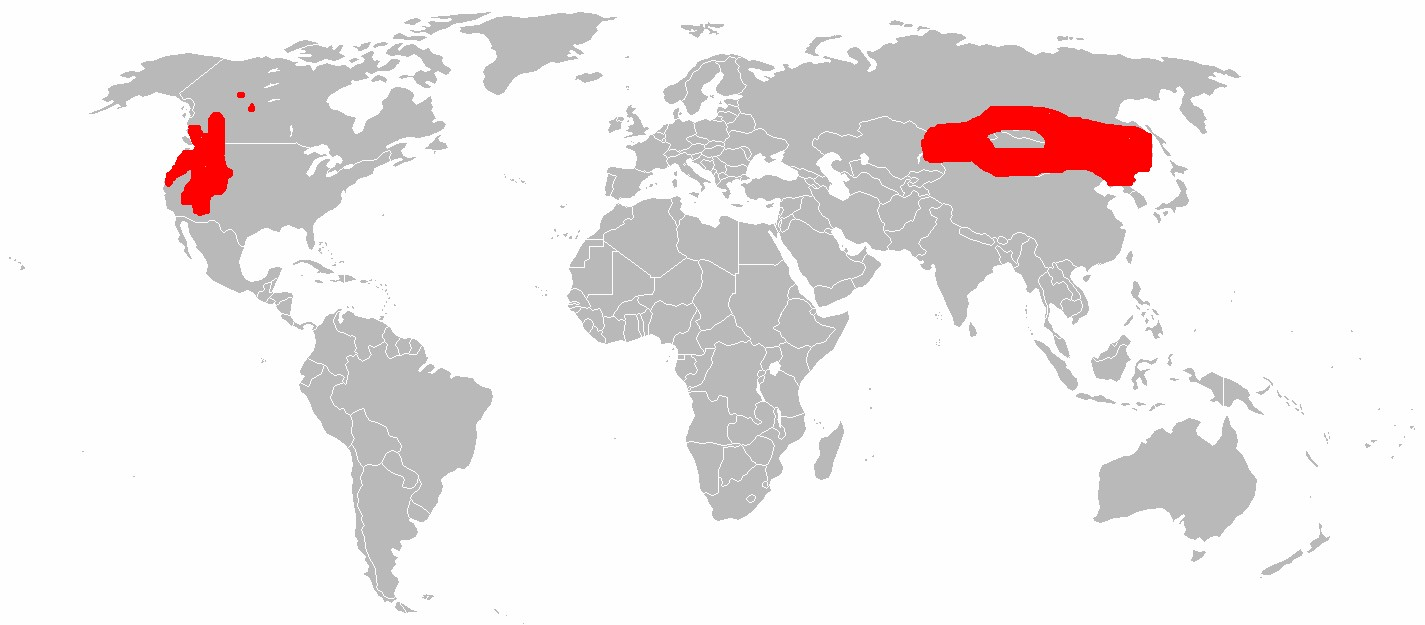
現在の分布

ワピチは、東北アジアおよび北アメリカに生息する。亜種の中で最も広範囲に分布しているのは C. c. canadensis である。
北アメリカ大陸に存在している亜種群は、ヒグマ・オオカミ・ヘラジカなどと同様に、更新世の氷期にベーリング地峡を渡って北アメリカに来た個体群の子孫だと考えられている。氷期が終わり海水面が上昇すると、ワピチは東北アジアでも北アメリカでも南に移動した。ワピチは、ツンドラ・砂漠およびメキシコ湾岸地域の沼地を除くほとんどの北アメリカ大陸各地に生息する一般的な陸生動物の一種となった。東北アジアではワピチの生息地は、バイカル湖より西の地域では山の標高によって制限されることになった。それらの山としては、サヤン山脈、キルギスタン・カザフスタンのアルタイ山脈、中国の天山山脈がある。ロッキー山脈の個体群は季節によって生息する標高を変えて移動するが、バイカル湖西の山脈にいるワピチも同様に移動するかは知られていない。
中国・朝鮮半島の温暖な森に生息する体の小さな2つの亜種は、C. c. xanthopygos と C. c. alashanicus として知られている。これらはヨーロッパでのアカシカと同様に森林に適応している。満州ワピチ（満州アカシカとも）は極東ロシアのタイガおよび落葉樹混交林（mixed deciduous forest）にも生息しており、バイカル湖北の近くでは体の大きい別の亜種とも雑種を作っている。蒙古ワピチ（蒙古アカシカ）は中国の北部・中央の山岳森林帯に生息する。東アジア地域では、角を取るためなどの目的で、ワピチを含めたシカ類を飼育することもある。

## 生態

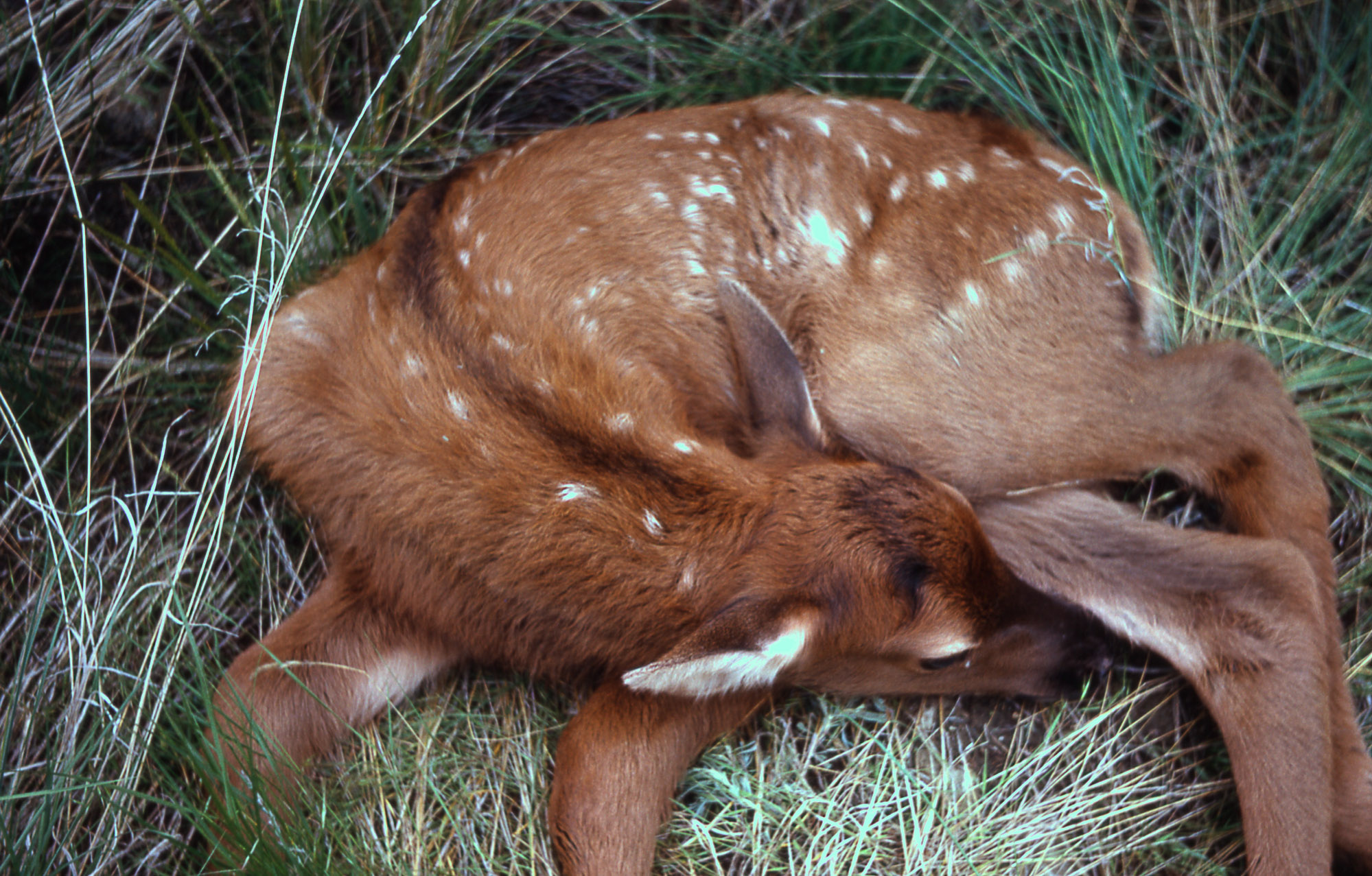
仔

### 誕生と生育
仔は、捕食者から見つかりにくい森の中で、5月から6月にかけて生まれる。一度の出産では、1頭の仔が生まれる（2頭のこともあるがまれである）。生まれた仔は、体重16キログラム程度で、体にはクリーム色の斑点の模様がある（この斑点は夏の終わりまでに消える）。出生数日後、母親と仔は、雌の群れに合流する。群れが草を探す間、「子守役」をする雌もいる。7月頃になると仔は草を食べ始めるようになる。雄の仔は約1年群れに留まり、その後独立する。雌雄とも、生まれた年の翌年の夏（1.5歳）から生殖能力を持つようになる。しかし、実際には雌の場合は繁殖に関わるのは2.5歳以降、雄の場合はそれよりもずっと遅く4-5歳以上で無いと優先雄（後述）になれないことが多い。
繁殖期を除き、雄の群れ（または個体）と、雌と仔からなる群れに分かれて行動する。

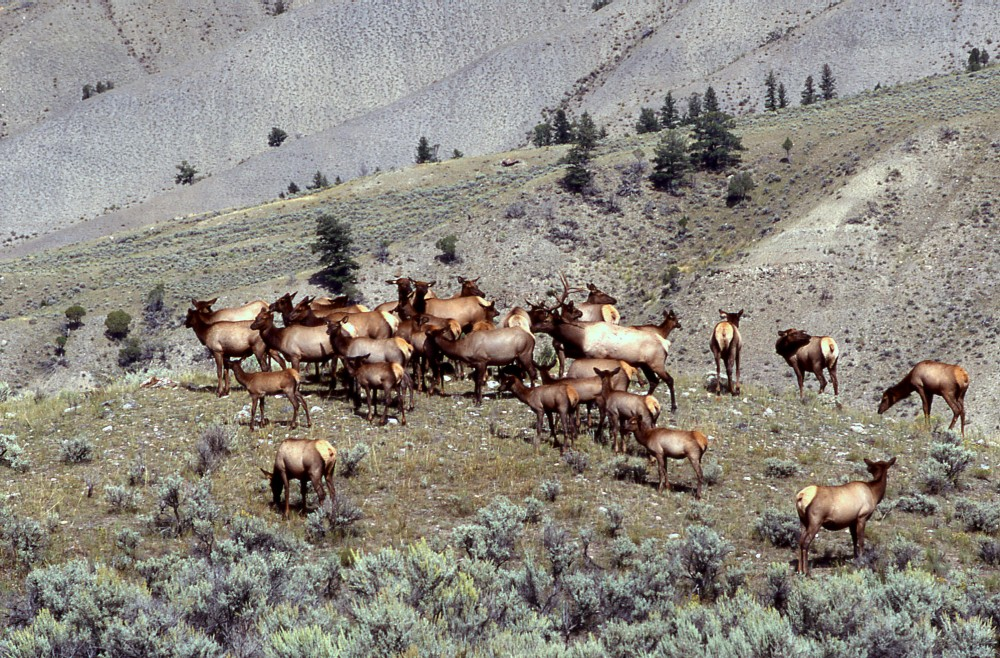
繁殖期の群れ
1頭の雄（中央部）と数頭の雌・仔

### 繁殖期
繁殖期は、毎年8月から10月にかけて、地域によって異なるが1-3か月間続く。この時期、雄は首から匂いを出すようになり、他の雄より優れていることを積極的に誇示するようになる。競り合う雄どうしは、横に並んで歩き、鳴き声を張り上げてお互いを評価する。どちらの雄も引き下がらない場合、角を使った争いとなり、時には致命的な傷を負うこともある。雌たちの群れに迎えられた雄（優先雄）は、群れとともに行動する。優先雄となるピークは、8歳前後である。2-4歳の若雄や11歳以上の雄は、まれにしか優先雄になれず、繁殖期にも雌の群れの周囲に近づくことは少ない。優先雄は、繁殖期に何度も交尾する。

## 分類
旧来の分類は、ワピチとヨーロッパのアカシカ (C. elaphus) を同じ生物種とする場合と、別種とする場合と、研究者によって異なっていた。これら2つの生物にニホンジカ (C. nippon) を加えた3つの生物の間では互いに雑種ができ、互いに近縁の関係にあるとされていた。その中で、最も大型なワピチと次に大きなアカシカが形態的に似ていることから、この両者を同一種とする分類も正当性があった。
1991年のアイソザイム分析や、その後のミトコンドリアDNAを用いた分析によって、ワピチはニホンジカとより近縁であり、ヨーロッパのアカシカはそれらよりも遺伝的に遠いことが示された（詳しくはシカ属のDNA研究を参照）。このことから、ワピチとアカシカを別の生物種とする分類が一般的になってきている。

### 亜種・レース
ワピチは、地域ごとにいくつかの亜種・レースに分けられる。全亜種をアカシカC. elaphusに含めるときも（）内の亜種・レースのラテン語名は同じ。
以下の亜種の分類・分布・一部の英名についてはIUCN (2018) に従うが、C. c. macneilliおよびC. c. wallichiiは別種とする意見もある。亜種の命名者についてはGrubb (2005)・Groves & Grubb (2011) に従った。
Cervus canadensis canadensis Erxleben, 1777北アメリカ - manitobensis・nelsoni・merriamiはシノニムとされる。
Cervus canadensis alashanicus Bobrinskii & Flerov, 1935中華人民共和国北部
Cervus canadensis nannodes Merriam, 1905 Tule elkアメリカ合衆国（カリフォルニア州）
Cervus canadensis roosevelti Merriam, 1897 Roosevelt elkアメリカ合衆国（オレゴン州、ワシントン州）、カナダ（バンクーバー島）
Cervus canadensis sibiricus Severtzov, 1897カザフスタン北東部・新疆北部からシベリア北部・モンゴル北部にかけて
Cervus canadensis xanthopygus Milne-Edwards, 1867ロシア連邦（シベリア南東部、極東ロシア、ウスリーランド）、中華人民共和国東北部（旧満州）
Cervus canadensis macneilli Lydekker, 1909中華人民共和国中部および南西部
Cervus canadensis wallichii G. Cuvier, 1823中華人民共和国南西部
アメリカのワピチは、次の6レースに分類される（内2種類は絶滅）。なお、英語名の「Elk」の表記はヨーロッパでは「Wapiti」など別表記になっている。
Roosevelt's Elk (roosevelti) ルーズベルトエルク
カリフォルニア州からカナダブリティッシュ・コロンビア州まで連なる北アメリカ大陸西海岸のカスケード山脈に生息する。アラスカにも移入されている。北アメリカ亜種の中で最も大型。最も大型であった記録は、アラスカの雄の例で体重 591kg(1,300lbs)である。
Tule Elk (nannodes) Tule elk
カリフォルニア州中央部に生息。北アメリカ亜種のレース中で最も小さい。東北アジア亜種とは同じくらいの大きさ。
Manitoban Elk (manitobensis) マニトバエルク
北部グレートプレーンズに生息。
Rocky Mountain Elk (nelsoni) ロッキーマウンテンエルク
ロッキー山脈の西に生息
Eastern Elk (canadensis) イースタンエルク - 絶滅
アメリカ合衆国東部に生息していた。
Merriam's Elk (merriami) メリアムエルク - 絶滅
アメリカ合衆国南西部・メキシコに生息していた。
以下は東北アジア地域の亜種。
Siberian Wapiti, Altai Wapiti (sibericus) アルタイワピチ
Manchurian Wapiti, Isbura (xanthopygos) 満州ワピチ
中国・朝鮮半島からバイカル湖付近まで分布。体色は基亜種より濃く赤みを帯びる。成獣でも夏の体色には背中にいくつかの斑点が残る。
Alashan Wapiti (alashanicus) アラシャンワピチ
全てのワピチの中で最も小型な亜種。
M'Neill's Wapiti (macneilli)
Shou (wallichii) チベットアカシカ
Tien Shan Wapiti (songaricus) 天山ワピチ
Kansu Wapiti (kansuensis)

### シカ属のDNA研究

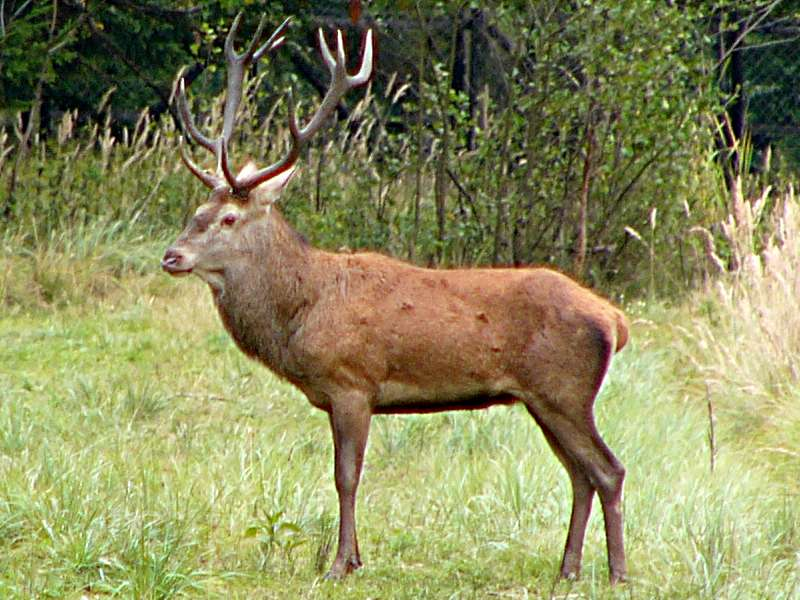
アカシカ C. elaphus

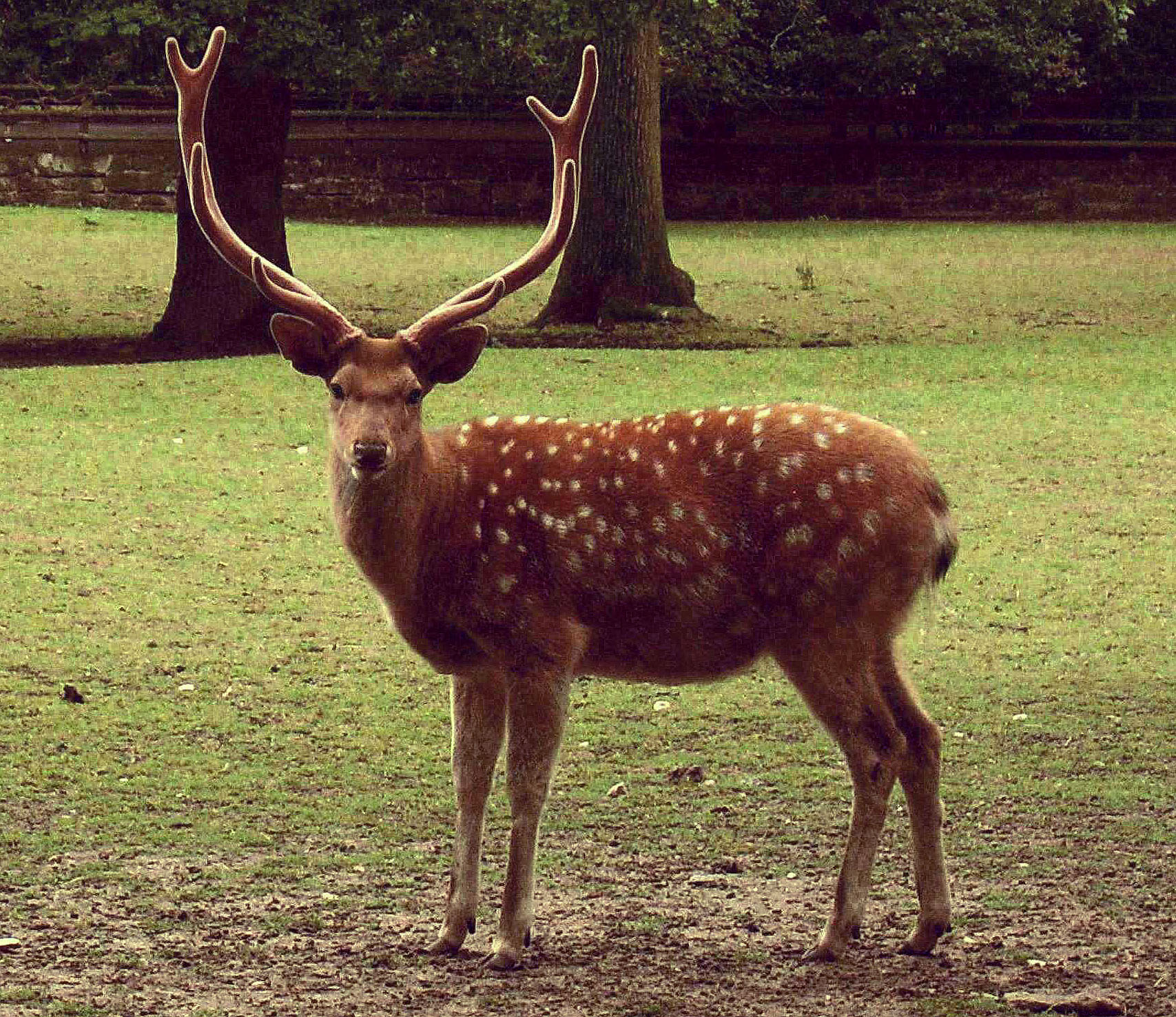
ニホンジカ C. nippon

2004年のクリスティアン・ルットらの研究の前にも、シカ属の各種の類縁関係について分子生物学的な分析を行った例がある。ここでは、シカ属50系統415個体（アカシカ・ワピチ・ニホンジカ・サンバー (C. unicolor)・ルサジカ (C. timorensis)・クチジロジカ (C. albirostris)）および別属のアクシスジカ (Axis porcinus) 1系統12個体・ダマジカ (Dama dama) 1個体について分析したルットらの研究について紹介する。
ルットらは、ミトコンドリア・シトクロムbの1140塩基対のDNAをPCRによって増幅し、塩基配列を比較し、供試材料の近縁関係を調査した。
その結果、ワピチはニホンジカと最も類縁関係が近く、その2種にクチジロジカを加えた3種で、「東アカシカ」のグループが構成された。アカシカは、中央アジア群とその他の地域のアカシカに大別され、両者を合わせた「西アカシカ」のグループを構成した。この「東」「西」のグループを含む上位グループが、サンバーやアクシスジカ・ダマジカと比較されるグループであった。
以上から、「東アカシカグループ」（ワピチ・ニホンジカ・クチジロジカ）と「西アカシカグループ」（アカシカ）は遺伝的に分けられることが判明した。

## 人間との関係
本種は様々な民族の文化史において重要な役割を負っていた。アジアの新石器時代の岩絵には角のない雌のワピチが描かれ、再生と維持の象徴と解釈されている。青銅器時代の初期には、生活における狩猟の重要性の低下と時を同じくしてワピチの岩絵は少なくなっていった。
アメリカインディアンの社会では、米国南西部の古代プエブロ人も本種をピクトグラムなどに表している。近代のスー族社会の精神文化にとってもワピチは重要な存在であった。スー族の男子は誕生すると、長寿を願って本種の体の中でも最も腐朽しにくい部分である歯を与えられた。映画『ダンス・ウィズ・ウルブズ』で「拳を握って立つ女」がジョン・ダンバーと結婚する時に用意された衣服も本種の歯で装飾されている。雄は力、勇気、精力、性愛の象徴とされ、本種を夢に見た若い男性は求婚用の衣服に本種を描くことを許された 。
狩猟の対象であり、狩猟を目的とした牧場も存在する。北米とニュージーランドでは、ワピチの牧場は珍しくない。肉は牛肉や鶏肉と比べて脂肪分が少なく、蛋白質が豊富である。鉄分、リン、亜鉛も豊富だが、コレステロール分が高い。角と袋角は漢方薬や韓方薬の素材として用いられ、角は工芸品や家具などの素材にも用いられる。中央アジアと東アジアの漢民族、テュルク民族、ツングース族、モンゴル族、朝鮮民族は、アジアに分布するワピチを角をとるために飼育していた。近代のクーテナイ族、クリー族、オジブワ族、ポーニー族などインディアン部族の多くは本種の皮革からティピー、掛け布や衣類、履物を作っていた。現代の皮革製品は実用品よりも装飾的な役割を持ったものが多いが、靴、手袋、ベルトなどは今でも珍しくない。
日本では医薬品、医療機器等の品質、有効性及び安全性の確保等に関する法律に基づき、ロクジョウ（鹿茸）の起源動物として厚生労働省の定める原材料リストに記載されている。
ロッキー山脈ワピチ（C. canadensis nelsoni）はユタ州を象徴する動物とされている。
北アメリカの大イエローストーン生態系に生息する個体群は、ブルセラ症の病原菌の感染源になることが知られている。ウシに感染すると不妊、流産、乳分泌の低下を起こし、ヒトに感染するとインフルエンザに似た症状が何年も続くことがある。感染源としてはアメリカバイソンの方が重要であるが、米国ワイオミング州では本種から馬が、アイダホ州では本種から牛がブルセラ症に感染した例がある。現在ワクチンと個体群の管理を通した本種からのブルセラ症の根絶が試みられている。
コロラド州・エステス・パークにおいては、街中に度々出没し、公園などにて人間を恐れずに休息する光景が見られる。

## 参考資料
1. 1 2 3 4 5 6  Brook, S.M., Pluháček, J., Lorenzini, R., Lovari, S., Masseti, M., Pereladova, O. & Mattioli, S. 2018. Cervus canadensis (errata version published in 2019). The IUCN Red List of Threatened Species 2018: e.T55997823A142396828. https://doi.org/10.2305/IUCN.UK.2018-2.RLTS.T55997823A142396828.en. Accessed on 18 September 2022.
2. 1 2 3 4  Rosemary A. Cockerill 「ワピチ」三浦慎悟（訳）『動物大百科4 大型草食獣』今泉吉典（監修） D.W.マクドナルド（編集）、平凡社、1986年、84頁。
3. ↑  「ワピチ（キジリジカ）」『世界哺乳類和名辞典』今泉吉典（監修）、平凡社、1988年、388頁。
4. ↑  リチャード・カーリントン 解説、黒田長禮（訳）、ライフ編集部 編『ライフ/ネーチュア ライブラリー 哺乳類』タイムライフブックス、1974年。
5. ↑  仁川大学校, 2019年, 한반도 포유류(척삭동물문: 포유강)의 분류학적 정립과 한국 지형에 맞는 포유류 조사기법 연구 (Studies on the Taxonomic Review and Survey Techniques for Mammals in the Korean Peninsula), p.108 (PDF)
6. 1 2  Rocky Mountain Elk Foundation - Fast Facts
7. ↑  Anthony Alan Arsenault, 2008年, 「Saskatchewan Elk (Cervus elaphus) Management Plan - Update」, 第2項目, "1.1.2 - Physical Description", Fish and Wildlife Technical Report 2008-03, Saskatchewan Ministry of Environment, Fish, and Wildlife Branch
8. ↑  Robb, Bob (January 2001). The Ultimate Guide to Elk Hunting. The Lyons Press. ISBN 1-58574-180-9
9. ↑  International Bear News. Quarterly Newsletter of the International Association for Bear Research and Management (IBA)
and the IUCN/SSC Bear Specialist Group. (2002), 第7頁, vol. 11, no. 2
10. ↑  “Elk”. Great Smoky Mountains.   National Park Service. 2008年4月26日閲覧。
11. ↑  International Bear News, Quarterly Newsletter of the International Association for Bear Research and Management (IBA) and the IUCN/SSC Bear Specialist Group, 2002年, 第7頁, Vol.11, No.2
12. ↑  Thomas, Jack Ward; Dale Toweill (2002). Elk of North America, Ecology and Management. New York: HarperCollins. ISBN 1-58834-018-X
13. ↑  Geist, Valerius (1998). Deer of the World: Their Evolution, Behavior, and Ecology. Mechanicsburg, Pa: Stackpole Books. ISBN 978-0-8117-0496-0
14. ↑  Rocky Mountain Elk Foundation - What Are Elf
15. ↑  Flannery, Tim (2001-05-10). The Eternal Frontier: An Ecological History of North America and Its Peoples. Atlantic Monthly Press. pp. pp. 212-217. ISBN 0-87113-789-5
16. ↑  “Cervus elaphus”.   International Union for Conservation of Nature and Natural Resources. 2008年4月26日閲覧。
17. 1 2  Eide, Sterling. “Roosevelt Elk”.   Alaska Department of Fish and Game. 2008年4月26日閲覧。
18. 1 2  アメリカ合衆国・魚類野生生物局 - 国立エルク保護区 - Elk Biology
19. ↑  “Elk (Cervus elaphus)”.   South Dakota Department of Game, Fish and Parks. 2008年4月26日閲覧。
20. 1 2  Linnell JC, Cross TF (1991). "The biochemical systematics of red and sika deer (genus Cervus) in Ireland". Hereditas, 115:267-273.Abstract
21. 1 2  Polziehn RO, Strobeck C (1998). "Phylogeny of Wapiti, Red Deer, Sika Deer, and Other North American Cervids as Determined from Mitochondrial DNA". Molecular Phylogenetics and Evolution. 10:249-258. Abstract
22. 1 2  Polziehn RO, Strobeck C (2002). "A Phylogenetic Comparison of Red Deer and Wapiti Using Mitochondrial DNA ". Molecular Phylogenetics and Evolution, 22:342-356. Abstract
23. 1 2  Ludt CJ et al. (2004). "Mitochondrial DNA phylogeography of red deer (Cervus elaphus) ". Molecular Phylogenetics and Evolution, 31:1064-1083. Abstract, PDF full text(2.58Mb)
24. ↑  Peter Grubb, “Order Artiodactyla,” In Don E. Wilson & DeeAnn M. Reeder (eds.), Mammal Species of the World, (3rd ed.), Volume 1, Johns Hopkins University Press, 2005, Pages 637-722.
25. ↑  Colin Groves and Peter Grubb, “Cervus elaphus group,” Ungulate Taxonomy,  Johns Hopkins University Press, 2011, Pages 95-99.
26. ↑  Jacobson, Esther (1993). The Deer Goddess of Ancient Siberia: A Study in the Ecology of Belief. Leiden, The Netherlands: Brill Academic Publishers. ISBN 978-90-04-09628-8
27. ↑  “Elk In History”.   Rocky Mountain Elk Foundation. 2007年6月4日閲覧。
28. ↑  Halder, Bornali (2002年). “Lakota Sioux Animal Symbolism I”.   Lakota Archives. 2007年6月4日閲覧。
29. ↑  “Deer farming in New Zealand”.   Deer Farmer (2003年11月29日). 2007年6月4日閲覧。
30. ↑  Robb, Bob; Gerald Bethge (2001). The Ultimate Guide to Elk Hunting. The Lyons Press. ISBN 1585741809
31. ↑  “Nutritional Summary for Game meat, elk, raw”.   Condé Nast Publications (2007年). 2007年6月4日閲覧。
32. ↑  永田純子・大泰司紀之・太子夕佳・伊吾田宏正「ロクジョウ（鹿茸）原材料種および亜種の再検討」『野生生物と社会』第7巻 1号、「野生生物と社会」学会、2019年、11-21頁。
33. ↑  “Brucellosis and Yellowstone Bison”.   Animal and Plant Health Inspection Services, USDA. 2007年6月4日閲覧。
34. ↑  エステス・パーク、コロラド、 Elk Fest